# Terinos batjanensis
Terinos batjanensis är en fjärilsart som beskrevs av Brooks 1930. Terinos batjanensis ingår i släktet Terinos och familjen praktfjärilar. Inga underarter finns listade i Catalogue of Life.